# Indiske rupier
Den indiske rupi er den officielle valuta i Indien. Den opdeles i 100 paisa, hvilket ikke længere er særlig aktuelt som følge af inflationen[kilde mangler].
Den internationale ISO 4217 kode for den indiske rupi er INR.